# Kurt Møller
Kurt Nikolai Møller (* 6. November 1919 in Faxe; † 12. Mai 1997) war ein dänischer Sportfunktionär und Jurist. 

## Karriere
Kurt Møller war von 1964 bis 1978 Leitungsmitglied von Danmarks Idrætsforbund, dessen Präsident er auch von 1969 bis 1978 war. Von 1970 bis 1981 war er Vorsitzender des Idrættens Forskningsråd. In den 1960er Jahren war er auch Präsident von Danmarks Badminton Forbund.